# Hans Ehrenreich von Schöning

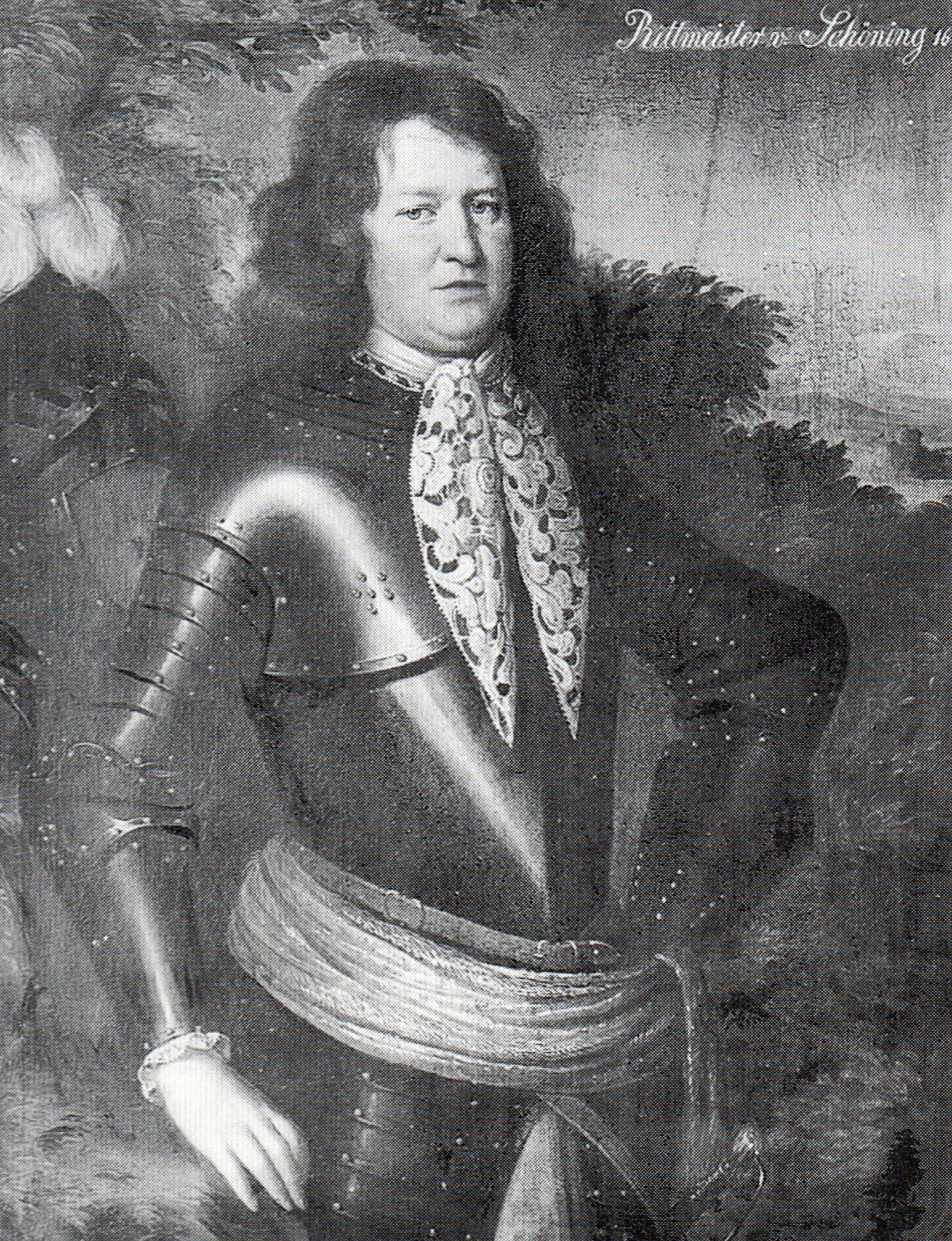
Hans Ehrenreich von Schöning als Rittmeister, Ölgemälde von 1681

Hans Ehrenreich von Schöning (* 27. September 1648 in Hohen Lübbichow; † 29. August 1710 in Nordhausen) war ein preußischer Generalmajor der Kavallerie sowie Chef des Kürassierregiments Nr. 9.

## Leben

### Herkunft
Hans Ehrenreich war der Sohn von Hans Wilhelm von Schöning (* 1663), Herr auf Hohen- und Nieder-Lübbichow, und dessen Ehefrau Marie Elise Judith, geborene von Ploetz aus dem Hause Wartenberg.

### Militärkarriere
Schon mit vierzehn Jahren wurde Schöning Pikenier in der Armee des Kurfürsten Friedrich Wilhelm. Zunächst als Leutnant, ab 1677 als Rittmeister im Kürassierregiment „von Pfuhl“, nahm er 1672/79 während des Feldzuges gegen Frankreich und Schweden an der Schlacht bei Fehrbellin und dem Übergang nach Rügen teil. 1686 zog er unter seinem Vetter, dem Generalfeldmarschall Hans Adam von Schöning, gegen die Türken und wurde für seine Leistungen zum Ritter des Ordens de la Générosité geschlagen. 1691 wurde er Oberst und kommandierte in den nächsten Jahren das Kürassierregiment. 1693/95 war Schöning erneut beim Feldzug gegen die Türken. Im November 1703 wurde er Brigadier. Wegen seiner schwachen Gesundheit bat Schöning um seinen Abschied und dimittiert am 8. November 1703 als Generalmajor. Von seinem Nachfolger Canstein erhielt er 8000 Taler für sein Regiment.
Er wurde in der Kirche von Nordhausen begraben, wo sich auch sein Epitaph befand.

### Familie
Schöning war seit 1695 mit Elisabeth Sophie von der Marwitz († 1727 in Nordhausen) verheiratet. Sie war die Tochter des Kommandanten von Küstrin Hans von der Marwitz (* 1608; † 1674) und dessen Ehefrau Anna Margarethe von Münchhausen (* 1626; † 1686). Das Paar hatte zwei Söhne und zwei Töchter, darunter:
- Hans Christoph (* 11. Dezember 1683; † 23. Januar 1746), Rittmeister

⚭ 1717 Marie von Lützow verwitwete von Ahlefeld
⚭ 1736 Anne Helene von Pannwitz (1707–1790)
- Hans Adam († vor 1716), preußischer Leutnant
- Louise (* 3. Juni 1682; † 15. Juni 1715) ⚭ Daniel von Sydow (1675–1727), Oberstleutnant, Sohn von Adam Wilhelm von Sydow[1]
- Juliane Dorothea ⚭ Valentin von Ungern-Sternberg
- Emilie Sophie ⚭ George Anton von Haacke